# Filippo Bonanni
Pour les articles homonymes, voir Bonanni.
Filippo Bonanni ou Filippo Buonanni, né le 7 janvier 1638 à Rome et y décédé le 30 mars 1725, était un prêtre jésuite italien, homme de science, collectionneur et directeur du musée Kircher du Collège romain.

## Biographie
Filippo Bonanni naît à Rome le 7 janvier 1638. Avant d'entrer dans la Compagnie de Jésus il est étudiant au Collège romain de Rome, où il suit l'enseignement d'Athanasius Kircher. Il entre au noviciat jésuite le 3 octobre 1655.
Bonanni enseigne quelque temps à Orvieto avant de revenir à Rome - de nouveau au Collège romain - pour ses études de théologie ; il est ordonné prêtre en 1669. Outre Kircher il est en contact avec Pietro Sforza Pallavicino, historien et théologien de renom.
Comme prêtre il est d'abord envoyé enseigner la philosophie à Ancône. Mais plus que la philosophie ce sont les sciences naturelles, et surtout la malacologie, qui l'intéressent. Il est proche de Camillo Pichi dont il visite souvent la collection de coquillages.
Nommé archiviste de la Curie généralice des jésuites à Rome, en 1676, il développe en ce poste son talent de collectionneur de curiosités scientifiques. Il reste 19 ans à ce poste.
Après trois ans de rectorat (1695-1698) au collège maronite de Rome. Bonanni retourne au Collège romain pour s'y occuper de la congrégation mariale, et surtout du musée (appelé alors « cabinet de curiosités ») créé par Athanase Kircher. Il surveille la réorganisation de ce musée et en resta responsable jusqu'à sa mort. Il rassemble informations et objets divers, et publie des travaux, qu'il illustre de dessins personnels, sur la numismatique pontificale, les instruments religieux, et sur d'autres sujets.

## Contributions diverses

### Malacologie
Buonanni est un collectionneur de coquillages et est l'auteur du premier livre consacré uniquement à ces animaux. Il fait paraître à Rome en 1681 Ricreatione dell' occhio e della mente... qui contient de très nombreuses illustrations de coquillages qui, bien qu'inversés, ont été retenues par Carl von Linné. Mais ses connaissances sur l'anatomie des mollusques sont assez réduites tout comme sa classification moins juste que celle d'Aristote. Même s'il apporte peu de connaissances nouvelles et reproduit les légendes colportées par les auteurs anciens, il défend l'intérêt des collections de coquillages auprès de ses contemporains. Il s'intéresse à la question de la révolution des coquilles ainsi qu'à l'importance économique de ces animaux. Buonanni est un ecclésiastique sans véritable bagage scientifique ni expérience de terrain. Mais son livre est précieux par la compilation des connaissances et les illustrations qu'il offre. Il ne sera supplanté que par les études sur les mollusques de Martin Lister (1639-1712).

### Défense de la génération spontanée

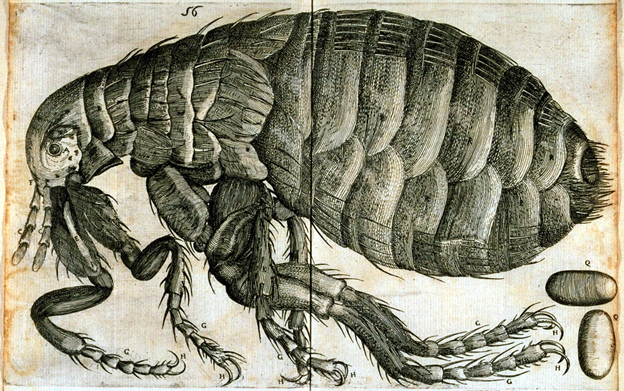
Puce représentée par Buonanni (1691).

Il se bat contre les adversaires de la génération spontanée, notamment Francesco Redi (1626-1697). À cette fin, il multiplie les observations faites à l'aide d'un microscope muni de trois lentilles qu'il construit lui-même. Il tente de montrer, par de fines observations, que la génération spontanée est possible chez les animaux sans sang et sans cœur.
Il publie en 1691, Observationes circa Viventia, quae in Rebus non Viventibus reperiuntur, ouvrage contenant de précieuses observations microscopiques d'objets zoologiques et botaniques. Les illustrations qui illustrent ses différents travaux sont excellentes et prouvent la qualité de ses observations.

### Le cabinet de curiosités de Kircher
Il publie un catalogue du musée Kircher hébergé par le Collège romain dont il est le conservateur depuis 1698 : Musæum Kircherianum, sive Musæum a P.A. Kirchero in Collegio Romano Societatis Jesu... descriptum etc. (1709, Rome). Il redonne vie au musée laissé à l'abandon après la mort de Kircher en 1680. Il en a eu la direction jusqu'a sa mort, et l'a beaucoup augmenté et enrichi.

### Médailles et monnaies

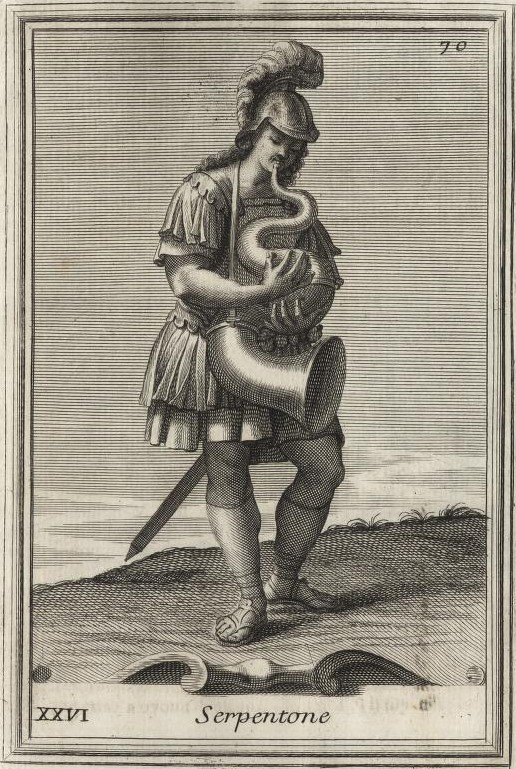
Serpent, gravure de Philippo Buonanni.

Il est également un collectionneur de médailles et de monnaies sur lesquelles il publie plusieurs ouvrages. Parmi eux on remarque le Recueil des médailles des papes, depuis Martin V jusqu'à Innocent XII, Rome, 1699, 2 vol. in-fol., en latin, ouvrage bien plus exact que celui du P. Claude Du Molinet, dont il reléve plusieurs fautes.

## Œuvres

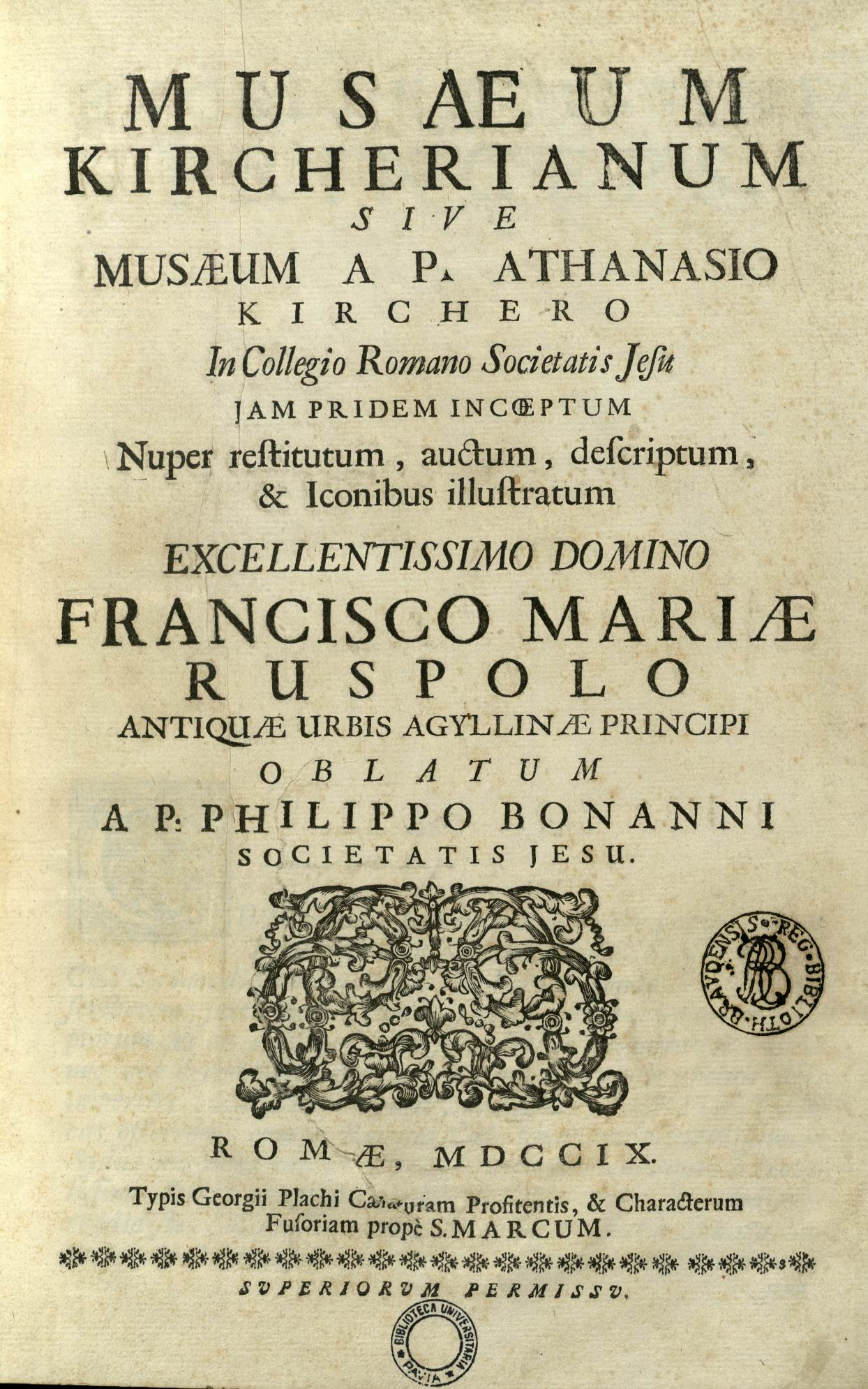
Musaeum Kircherianum, 1709

- Recreatio mentis et oculi in obseruatione cochlearum (1684)
- Micrographia Curiosa (1691)
- Numismata Pontificum Romanorum (1699)
- (it) Gabinetto armonico pieno d'istromenti sonori indicati e spiegati, Stamperia di G. Placho, Rome, 1722 (réimpr. 1723, 1776), In-4°, 170 p.

Ce livre est une source documentaire sur la musique ancienne. L'édition donnée par Giacinto Ceruti (Rome, 1776, grand in-4°) est augmentée d'une traduction française en regard du texte italien.

### Publications
- (it) Ricreatione dell'occhio e della mente nell'osservation delle chiocciole, Varese, Felice Cesaretti, 1681 (lire en ligne)
- (la) Observationes circa viventia, quae in rebus non viventibus reperiuntur, Roma, Domenico Antonio Ercole, 1691 (lire en ligne)
- (la) Micrographia curiosa, Roma, Antonio De Rossi, 1703 (lire en ligne)
- (la) Musaeum Kircherianum, Roma, Giorgio Placho, 1709 (lire en ligne)
- (la) Rerum naturalium historia, Roma, Giovanni Zempel, 1782 (lire en ligne)